# Didymops transversa
Didymops transversa là loài chuồn chuồn trong họ Macromiidae. Loài này được Say mô tả khoa học đầu tiên năm 1840.